# 673 a.C.
Séculos: (Século VIII a.C. - Século VII a.C. - Século VI a.C.)
678 a.C. - 677 a.C. - 676 a.C. - 675 a.C. - 674 a.C. - 673 a.C. - 672 a.C. - 671 a.C. - 670 a.C. - 669 a.C. - 668 a.C.

## Eventos
- Fim do reinado do rei romano Numa Pompílio;[1]

- Início do reinado do rei romano Túlio Hostílio;[1]

## Mortes
- Rei romano Numa Pompílio.[1]